# 酷蓋爸爸
《酷蓋爸爸》（英語：Papa & Daddy）是由陳怡妤編劇與執導的台灣第一部同性婚姻家庭網路劇，講述同婚家庭育兒的故事，第1季於2021年4月23日於串流平台GagaOOLala首播。目前共播出2季。

## 簡介
「酷蓋爸爸」是GagaOOLala影音平台原創內容之一，描述在台北經營餐酒館的Damian(謝佳見飾) 一直有個「成家育子」的夢想，與YouTuber男友傑立(林輝瑝飾) 穩定交往2年後，兩人一起走上代孕旅程並順利生下兒子凱凱。直到兒子上了幼稚園，開始面對同儕的好奇與彼此差異、以及家長們的閒言閒語，兩個爸爸必須思考如何向幼小的凱凱解釋「媽媽」是什麼。

## 播出時間

### 首播
| 季數 | 集數 | 平台       | 首播日期              | 播出時間    |
| 1    | 6    | GagaOOLala | 2021年4月23日－5月7日 | 每週五21:00 |
| 2    | 8    | GagaOOLala | 2022年8月8日－9月19日 | 每週一21:00 |

## 演員列表

### 主演
| 演員   | 角色   | 登場季數 | 登場季數 | 介紹                                                                                                 |
| 演員   | 角色   | 1        | 2        | 介紹                                                                                                 |
| 謝佳見 | Damian |          |          | 台北知名餐酒館老闆，與傑立為配偶關係，在傑立提出要再生一個孩子時，不同意是因為沒自信當一位好父親。   |
| 林輝瑝 | 潘傑立 |          |          | 擁有十萬粉絲的YouTuber，與Damian為配偶關係，婚後對Damian十分包容，有什麼心事都會放在心裡不讓他擔心。 |
| 邱木翰 | 潘傑立 |          |          | 擁有十萬粉絲的YouTuber，與Damian為配偶關係，婚後對Damian十分包容，有什麼心事都會放在心裡不讓他擔心。 |

### 聯合演出
| 演員   | 角色   | 登場季數 | 登場季數 | 介紹                                                               |
| 演員   | 角色   | 1        | 2        | 介紹                                                               |
| 林凱奕 | 凱凱   |          |          | Damian和傑立的兒子。                                               |
| 林毓家 | Jimmy  |          |          | Damian和前妻Kate生下的兒子，因不滿媽媽要再婚而從美國返台找Damian。 |
| 路嘉怡 | Celine |          |          | Damian的姊姊，跟Damian一同經營餐酒館。                             |
| 趙逸嵐 | 莎莎   |          |          | 設計師，Damian的好朋友，與Amy為配偶關係。                          |
| 路嘉欣 | Amy    |          |          | 莎莎的配偶。                                                       |
| 鄭怡   | 傑立媽 |          |          | 傑立的媽媽，在花蓮經營餃子店。                                     |
| 王自強 | 傑立爸 |          |          | 傑立的爸爸，在花蓮經營餃子店。                                     |
| 鄭靚歆 | Alex   |          |          | 傑立的妹妹。                                                       |
| 林貫易 | 布萊恩 |          |          | Youtuber，傑立的好朋友。                                           |
| 管麟   | 小高   |          |          | 傑立高中同學，在花蓮經營餐廳。                                     |
| 徐韜   | 小威   |          |          | 餐酒館員工，暗戀Damian。                                           |
| 陳柏涵 | Matt   |          |          | 莎莎與Amy的兒子。                                                  |

### 特別演出
| 演員   | 角色     | 登場季數 | 登場季數 | 介紹                                    |
| 演員   | 角色     | 1        | 2        | 介紹                                    |
| 葉天倫 | Mike     |          |          | Damian與莎莎等人的朋友。                |
| 二哥   | 阿智     |          |          |                                         |
| 泰辣   | 小P      |          |          | Damian的朋友與工作夥伴。                |
| 夏浦洋 | 健身教練 |          |          | 傑立學生時代的Youtube影片裡合作的教練。 |
| 許乃涵 | Kate     |          |          | Damian的前妻，並在美國生下Jimmy。       |
| 杜詩梅 | 王媽媽   |          |          | 餃子店的常客。                          |
| 呂欣潔 | 律師     |          |          |                                         |
| 吳季璇 | 小芳     |          |          | 傑立的妹妹。                            |

## 獎項紀錄
| 年度   | 大獎              | 獎項               | 入圍者       | 結果 | 參    |
| ------ | ----------------- | ------------------ | ------------ | ---- | ----- |
| 2021年 | 第2屆內容亞洲大獎 | 最佳亞洲LGBTQ+節目 | 《酷蓋爸爸》 | 提名 | [ 2 ] |